# Distretto di Khlong Luang
Il distretto di Khlong Luang (in thailandese: อำเภอคลองหลวง) è un distretto (amphoe) della Thailandia situato nella provincia di Pathum Thani.